# Torneo de Hua Hin 2019
El Thailand Open 2019 fue un torneo de tenis profesional jugado en canchas duras al aire libre. Se trató de la tercera edición del torneo que forma parte de los torneos WTA International, con un total de 250 000 dólares en premios. Se llevó a cabo en Hua Hin, Tailandia, del 28 de enero hasta el 3 de febrero de 2019.

## Distribución de puntos
| Modalidad           | Campeona | Finalista | Semifinales | Cuartos de final | 2ª ronda | 1ª ronda | Clasificadas | 2ª ronda de clasificación | 1ª ronda de clasificación |
| Individual femenino | 280      | 180       | 110         | 60               | 30       | 1        | 18           | 12                        | 1                         |
| Dobles femenino     | 280      | 180       | 110         | 60               | 1        | -        | -            | -                         | -                         |

## Cabezas de serie

### Individual femenino
| Tenista            | Ranking | Preclasificada |
| Garbiñe Muguruza   | 18      | 1              |
| Caroline Garcia    | 19      | 2              |
| Su-Wei Hsieh       | 27      | 3              |
| Saisai Zheng       | 40      | 4              |
| Shuai Zhang        | 42      | 5              |
| Ajla Tomljanović   | 47      | 6              |
| Pauline Parmentier | 55      | 7              |
| Dayana Yastremska  | 57      | 8              |

- Ranking del 14 de enero de 2019.[2]

### Dobles femenino
| Tenista                             | Ranking | Preclasificada |
| Miyu Kato Makoto Ninomiya           | 67      | 1              |
| Irina-Camelia Begu Monica Niculescu | 67      | 2              |
| Shuai Peng Zhaoxuan Yang            | 77      | 3              |
| Kaitlyn Christian Yingying Duan     | 112     | 4              |

## Campeonas

### Individual femenino
Dayana Yastremska venció a  Ajla Tomljanović por 6-2, 2-6, 7-6(7-3)

### Dobles femenino
Irina-Camelia Begu /  Monica Niculescu vencieron a  Anna Blinkova /  Yafan Wang por 2-6, 6-1, [12-10]